# Zidani Most

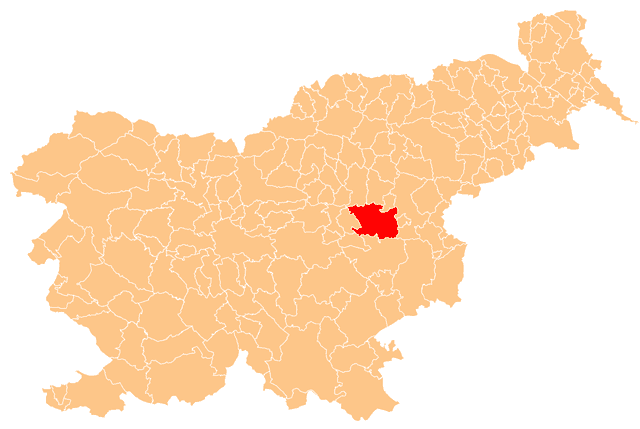
Zidani Most in der Gemeinde Laško

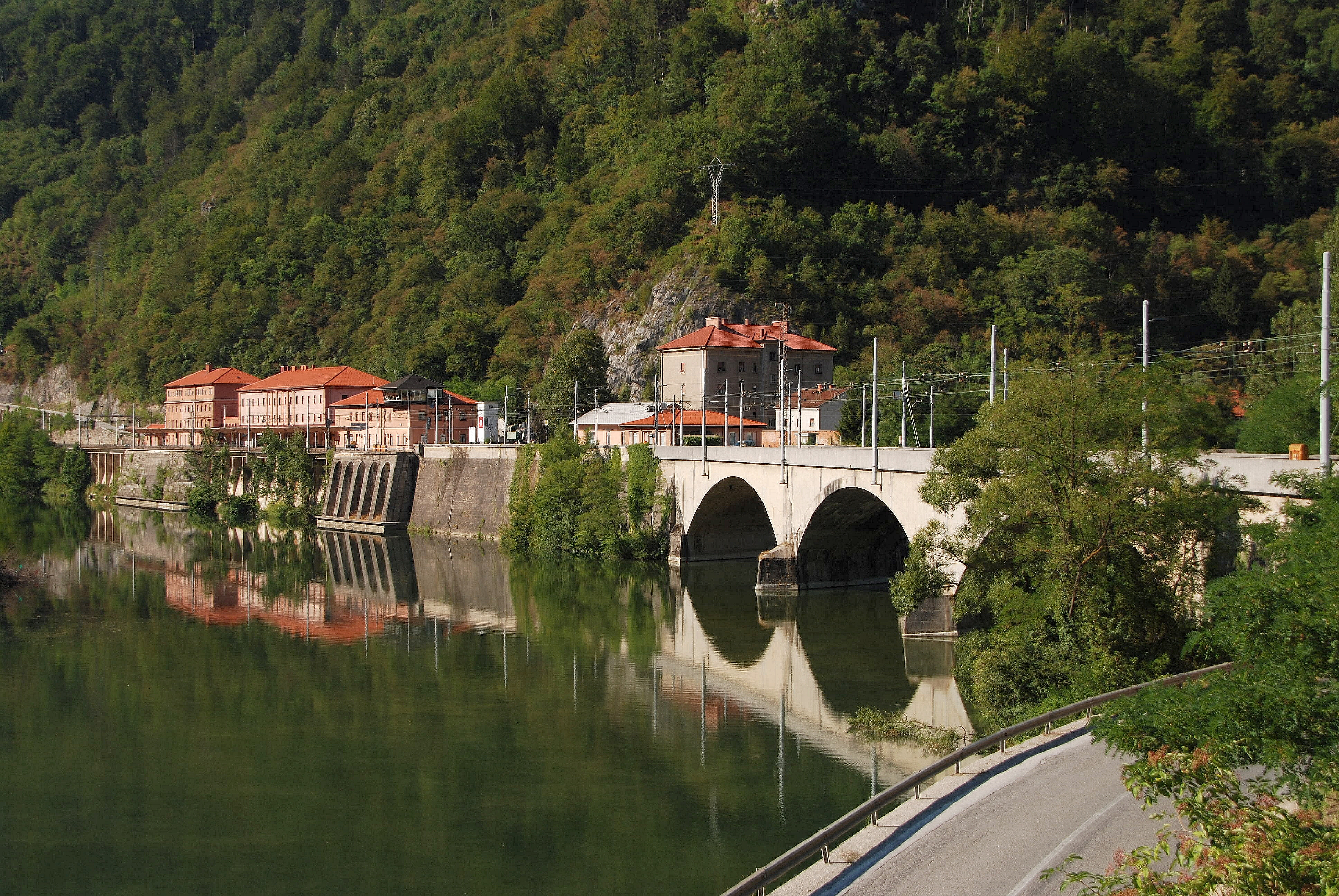
Eisenbahnbrücke und Bahnhof in Zidani Most

Zidani Most [ˈzidani ˈmɔːst] (slowenisch für "Gemauerte Brücke", historische deutsche Ortsbezeichnung Steinbrück, ehemals auch Klausenstein) ist eine Ortschaft in Zentralslowenien in der Untersteiermark (slow. Štajerska). Zidani Most gehört zur Gemeinde Laško und liegt an der Mündung des Flusses Savinja in die Save. Heute gibt es bei Zidani most drei Savinja-Brücken, zwei Bahnbrücken und eine Straßenbrücke.
Südlich von Zidani Most verlässt die Save das mittlere Save-Tal in der Region Zasavje. Sie fließt ab nun durch die Region Posavje (Unteres Save-Tal) in südöstlicher Richtung zur kroatischen Grenze. 

## Geschichte
Die Brücke an der Save wurde bereits zur Römerzeit erbaut. Im 15. Jahrhundert wurden die Stadt und die zweite Brücke, welche im 13. Jahrhundert errichtet wurde, vom Cillier Feldherren Jan Vitovec in einer Schlacht gegen die Habsburger zerstört. 
Zwischen 1846 und 1849 entstanden der Bahnhof und die umliegenden Abschnitte der Südbahn; neben Steinbrück entstanden zu dieser Zeit die beiden Orte Mailand und Venezia/Venedig, benannt nach den Herkunftsorten der Arbeiter, welche die Bahn errichteten. Im Sommer 1862 wurde Zidani Most durch den Bahnausbau bis Zagreb und Sisak zu einer Kreuzung wichtiger Bahnlinien. Seitdem zweigt hier die Bahnstrecke Zidani Most–Novska von der Bahnstrecke Spielfeld-Straß–Trieste ab.
Um 1880 waren 215 Einwohner Slowenen und 108 Deutsche.

## Söhne und Töchter der Stadt
- Heinz Leinfellner (1911–1974), österreichischer Bildhauer